# جاك ليندكويست
جاك ليندكويست (بالإنجليزية: Jack Lindquist)‏ هو شخصية أعمال أمريكي، ولد في 15 مارس 1927 في شيكاغو في الولايات المتحدة، وتوفي في 28 فبراير 2016 في آناهايم في الولايات المتحدة.